# 블랙탑

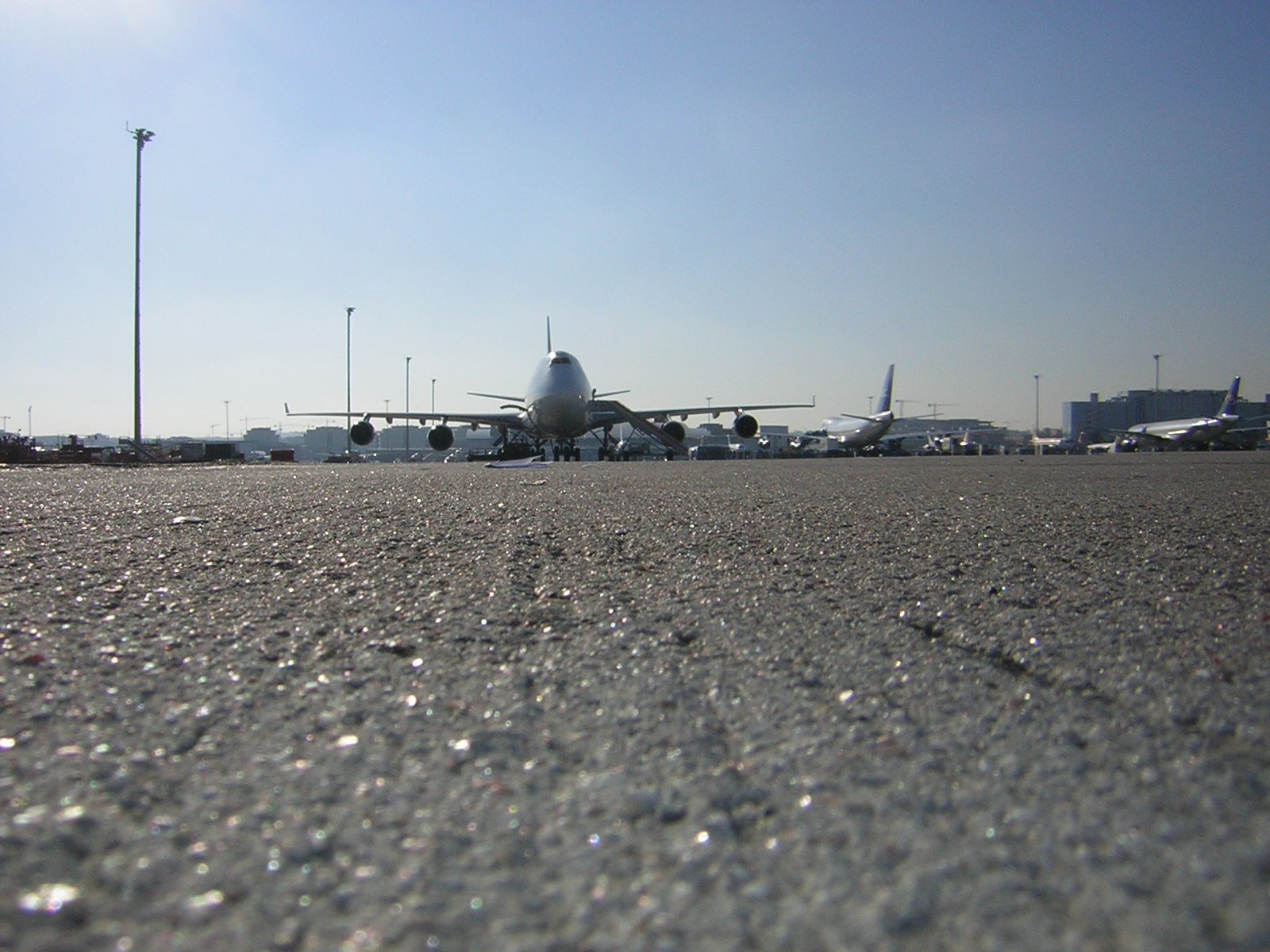
블랙탑으로 포장된 도로

블랙탑(Blacktop)은 도로를 포장하는 재료이다. 보통 아스팔트 콘트리트를 뜻하지만 오일샌드와 같은 물질을 사용하기도 한다.

## 같이 보기
- 아스팔트
- 오일샌드
- 아스팔트 콘크리트